# Justus Hendrik Scheerboom

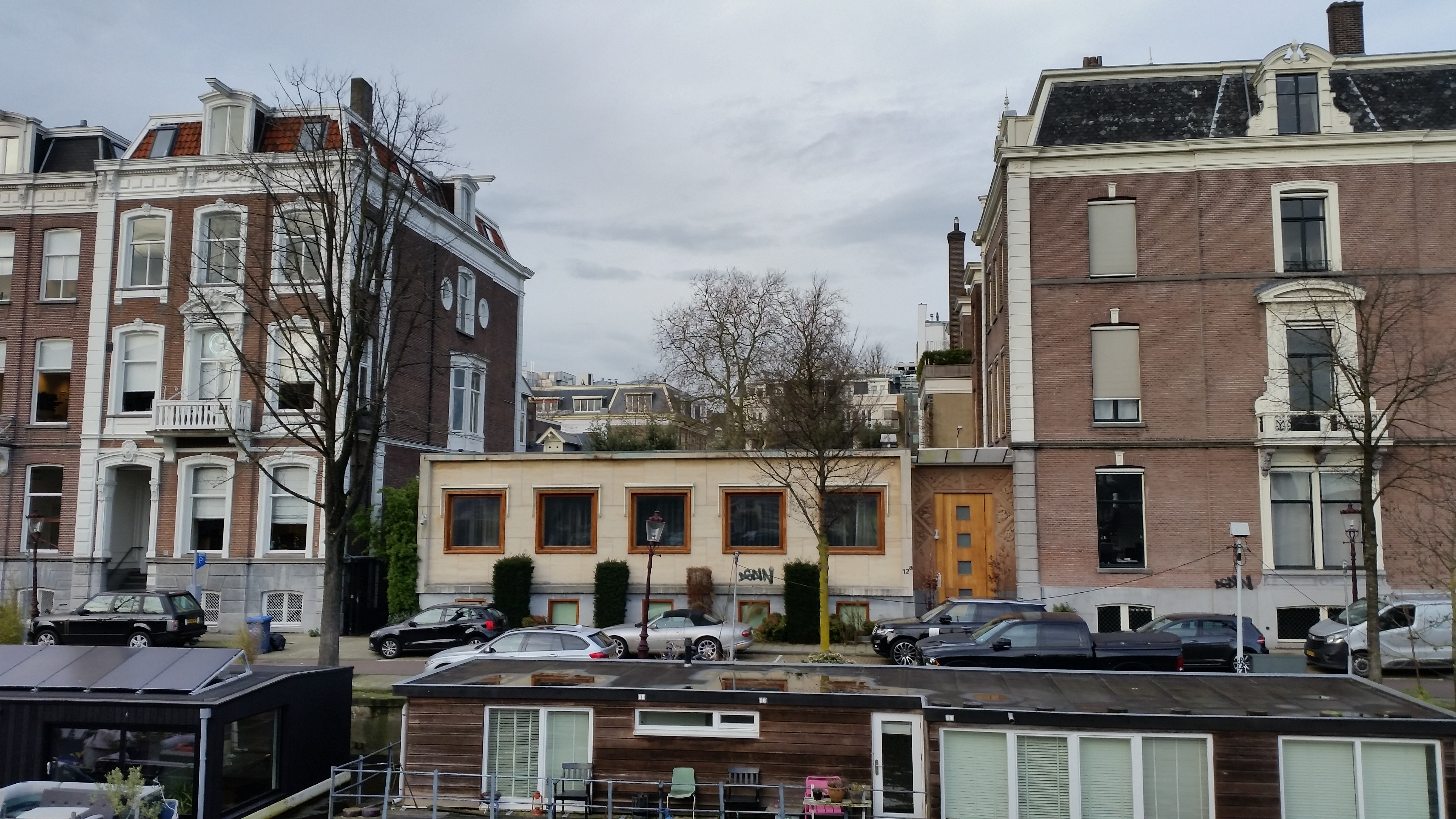
Sarphatikade 12a, Amsterdam tussen de herenhuizen (december 2019)

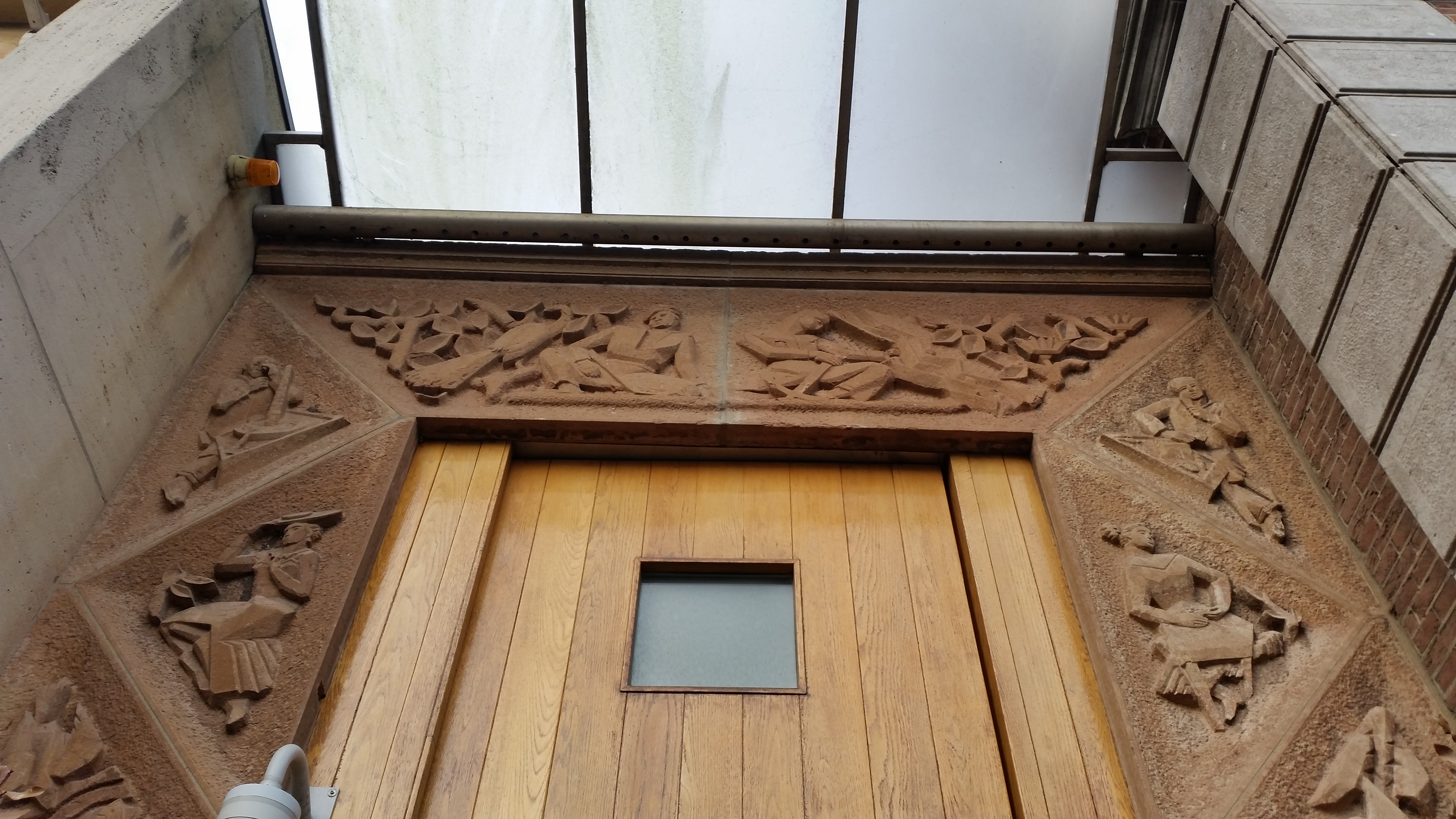
Reliëfs van Van der Wagt (december 2019)

Justus Hendrik Scheerboom (Amsterdam, 22 november 1903 – aldaar of Amstelveen, 11 maart 1981) was een Nederlands architect.
Hij was zoon van steenhouwer Justus Hendrik Scheerboom en Alida Helena Poggenklaas. Hij was tussen 1933 en 1946 getrouwd met Sophia Hendrika Huijse en vanaf 1956 met Betje Swaab.
Over zijn opleiding tot architect is vrijwel niets bekend. Hij werd voornamelijk bekend als historiserend architect binnen de Eelke van Houten-methode. Daarbij werden historische onderdelen van te slopen gebouwen geplaatst op andere gebouwen die een dergelijk onderdeel nodig hadden om niet gesloopt te worden of beter in hun omgeving te passen. Voorbeelden daarvan zijn te vinden op de Egelantiersgracht, Keizersgracht (huisnummer 84),  Noordermarkt (35-36), Noorderdwarsstraat (11), Oostenburgergracht (37), Prins Hendrikkade (99) en Westerstraat (111-117). Ook de panden Lijnbaansgracht 93-94 en Lijnbaansgracht 95 werd volgens die methode hersteld.
Daartegenover stonden moderne gebouwen in nieuw op te trekken wijken, zoals in de Elegaststraat (wijk Bos en Lommer) en een nieuw opgetrokken gebouw aan de Nieuwe Looiersstraat 68-70. Ook in Amsterdam-Zuid is een aantal projecten van hem te vinden (Boterdiepstraat, Hunzestraat etc.), alsmede in de Spaarndammerbuurt, Westzaanstraat (huisnummers 6-28). Een bijzonder gebouw is tussenbouw aan de Sarphatikade op nummer 12a uit 1955. Het staat tussen herenhuizen aan de Singelgracht en is uitgevoerd met Frans Savonnièrenatuursteen, gebouw met laboratorium en kloverij. In of aan het gebouw zijn reliëfs van George van der Wagt aangebracht.
Hij ontwierp vanaf 1956 samen met H.R. Haagsman. Uit die samenwerking kwamen voort:
- 1959: woonhuis Hartelstein 10 in Buitenveldert
- 1959: Pruimenstraat 57 in Tuindorp Oostzaan
- 1960: Minervalaan 116 in Amsterdam
- 1960: Transformatorweg 35, een gebouw voor een drukkerij N.V. Mulder
- 1961: Fizeaustraat, een gebouw voor een diamanthandel
- 1961: Joan Muyskenweg 19, een gebouw voor een koffiefabriek Coffex
- 1963: een fabrieksgebouw voor de firma Luycks in Diemen
- 1963: Jan Rebelstraat, voor een fabriek in brillenglazen
- 1972: Flatgebouw Houwerdale in Zeist.

Een aantal gebouwen is alweer uit het straatbeeld verdwenen.